# Roy Welensky
Roy Welensky, vlastním jménem Raphael Welensky (20. ledna 1907 Salisbury – 5. prosince 1991 Blandford Forum) byl politik ze Severní Rhodesie.

## Životopis
Narodil se v Salisbury v početné nemajetné rodině, jeho otec byl Žid původem z Litvy a matka Afrikánka. Od čtrnácti let pracoval na železnici, věnoval se také závodně boxu. Od roku 1929 pracoval v Broken Hillu jako strojvedoucí, působil v odborovém hnutí a roku 1938 byl zvolen poslancem. V roce 1941 založil vlastní stranu Northern Rhodesian Labour Party, opírající se především o vrstvu kvalifikovaných bílých zaměstnanců. Prosadil vytvoření Federace Rhodesie a Ňaska jako polosamostatné součásti Commonwealthu, k němuž došlo v roce 1953. Ve federální vládě zastával funkci ministra dopravy a v roce 1956 se stal premiérem a ministrem obrany. Politický život ve státě byl nadále kontrolován bílou menšinou, ale Welenského vláda rozšířila práva domorodého obyvatelstva a slíbila postupnou liberalizaci. Premiér však nedokázal zvládnout sílící bělošský i černošský nacionalismus, v zemi narůstaly násilnosti a v roce 1963 umožnila britská vláda vyhlášení nezávislosti Malawi a Zambie, čímž federace zanikla. V Jižní Rhodesii prohrál Welensky ve volbách v roce 1965 s rasistickou Rhodeskou frontou a stáhl se z politiky. Po vyhlášení nezávislého Zimbabwe v roce 1980 odešel do Anglie, kde zemřel ve věku 84 let. Za svou politickou činnost obdržel Řád sv. Michala a sv. Jiří.